# Jamaica i olympiska sommarspelen 1956
Jamaica deltog med 6 deltagare vid de olympiska sommarspelen 1956 i Melbourne.  Ingen av landets deltagare erövrade någon medalj.